# 五象岭站
五象岭站是南宁轨道交通4号线的地铁车站，位于中华人民共和国广西壮族自治区南宁市良庆区银沙路与五象大道交叉口东侧地下。
本站于2020年11月23日随4号线开通而投入使用，设有4个出入口和1个岛式站台。

## 设施

### 结构
本站设有2层，地面为出入口，地下一层为站厅，地下二层为4号线月台。
| 地面     | 出入口                    | 出入口                    |
| 地下一层 | 大堂                      | 客服中心、商店、自助服務  |
| 地下二层 |                           | █ 4号线列車往洪运路站方向 |
| 地下二层 | 島式月台                  |                           |
| 地下二层 | █ 4号线列車往楞塘村站方向 |                           |

### 出入口
本站形似狹長的方形，設有4個出入口。
| 出口編號            | 建議前往的目的地                                                                                 |
| ------------------- | ------------------------------------------------------------------------------------------------ |
| A出入口             | 五象大道 银沙大道 建新路 东风北路 南宁市大联小学 大沙田银沙农贸市场 明德医院 滨江丽景            |
| A2出入口            | 五象大道 琴海名厦园小区 金江新苑                                                                 |
| B出入口             | 五象大道 五象岭路 吉象路 东风南路 德政路 阳光新城 建设银行 吴唐医院                              |
| C出入口             | 五象大道 五象岭路 兴象路 南宁市公安局良庆分局 广西壮族自治区邕宁公路养护中心 恒大绿洲 聚丰苑小区 |
| 注： 設有无障碍电梯 |                                                                                                  |